# Sragen Tengah
Sragen Tengah is een bestuurslaag in het regentschap Sragen van de provincie Midden-Java, Indonesië. Sragen Tengah telt 7756 inwoners (volkstelling 2010).